# Roland Salchow
Roland Salchow (* 12. September 1945) ist ein deutscher Politiker (CDU).
Er ist Diplom-Physiker, gehörte der Hamburgischen Bürgerschaft an und wurde 2001 Staatsrat für Wissenschaft und Forschung, 2004 auch für Kultur. Seit dem Ausscheiden aus der Politik arbeitet er als Geschäftsführer des HanseMerkur Zentrum für Traditionelle Chinesische Medizin sowie als Lehrbeauftragter und als Projektmanager an der Hochschule für Musik und Theater in Hamburg.

## Leben und Beruf
Roland Salchow, der kurz nach dem Ende des Zweiten Weltkrieges geboren wurde, (Geburtsort: Altmark) legte das Abitur 1965 in Hamburg ab. Es folgte von 1965 bis 1972 das Studium der Physik, Mathematik und Chemie. 1973 beendete er das Studium der Physik an der Universität Hamburg mit einer bestandenen Diplomarbeit über Schwarze Löcher in der Allgemeinen Relativitätstheorie. Es folgte 1979 die Promotion an der Universität Hamburg über Elektron-Phonon-Wechselwirkung (theoretische Festkörperphysik). An der Universität Hamburg war er als Assistent tätig.
Im Jahr 1978 wurde er Mitglied der Hamburgischen Bürgerschaft. Von 1980 bis 1990 war er Wissenschaftlicher Mitarbeiter der Universität der Bundeswehr in Hamburg und wurde dann Referatsleiter im Bundesamt für Seeschifffahrt und Hydrographie. 1991 wurde Salchow, zu dessen Fachgebieten Energie, Umwelt und Kultur gehörten, zum Direktor und Professor ernannt. Diese Position hatte er bis 2001 inne. In diese Periode fiel auch der Vorsitz des internationalen Regierungskomitees zur Umweltüberwachung des Nordost-Atlantiks und der Nordsee (1997–2002). In den 1990er Jahren war er stellvertretender Vorsitzender der deutsch-russischen Gesellschaft.
Da Salchow nach dem Ausscheiden aus dem Bundesamt für Seeschifffahrt und Hydrografie den zweiten Teil seiner Amtsbezeichnung (Professor) ohne Einholen der notwendigen Genehmigung weiterführte, leitete die Staatsanwaltschaft Hamburg ein Ermittlungsverfahren wegen Titelmissbrauchs gegen ihn ein, das gegen Zahlung eines Bußgeldes eingestellt wurde.
Bei einem Besuch in der mongolischen Hauptstadt Ulaanbaatar im September 2004 wurde er überfallen und schwer verletzt.
Nach dem Ausscheiden aus der Politik im Jahr 2008 wurde Salchow Gründer und Geschäftsführer des HanseMerkur Zentrum für Traditionelle Chinesische Medizin am Universitätsklinikum Hamburg-Eppendorf. Seit 2016 ist er dort stellvertretender Vorsitzender des Forschungsbeirates (zeitweilig auch Senior Research Advisor).
Seit 2008 ist Salchow auch Lehrbeauftragter der Hochschule für Musik und Theater in Hamburg. Ab 2017 ist er dort Mitglied des Leitungsteams des internationalen Projektes „Zukunft der Orchesterkultur“.
Salchow ist verheiratet und hat einen Sohn, den Musiker Boris Salchow; die Tochter Ariane starb 1997 bei einem Unfall.

## Politik
Salchow engagierte sich seit 1966 politisch in der CDU. Von 1975 bis 1979 war er stellvertretender Landesvorsitzender der Jungen Union in Hamburg. Innerhalb der CDU war er von 1980 bis 1994 Vorsitzender des Ortsverbandes Jarrestadt/Mühlenkamp. Von 1990 bis 1999 war stellvertretender Vorsitzender des CDU-Bundesfachausschusses Umwelt.
Von 1974 bis 1979 gehörte er der Bezirksversammlung im Bezirk Hamburg-Nord an. Von 1978 bis 2001 war er Abgeordneter der Hamburgischen Bürgerschaft; er war u. a. Mitglied im Umweltausschuss, und im Kulturausschuss. Er war zudem wissenschaftspolitischer Sprecher seiner Fraktion. Ab Juni 1984 gehörte er dem CDU-Fraktionsvorstand an. Ab 1993 war er stellvertretender Vorsitzender der CDU-Fraktion. 1987 sprach er sich gemeinsam mit seinem Fraktionskollegen Berndt Röder gegen eine Hausmüll-Deponie in der Hummelsbüttler Feldmark aus, dies würde eines der wichtigsten Naherholungsgebiete gefährden.
Er wurde zur 17. Wahlperiode am 23. September 2001 erneut in die Bürgerschaft gewählt, schied aber am 31. Oktober wegen seiner Ernennung zum Staatsrat aus.
Nach dem Abschluss einer Koalitionsvereinbarung zwischen CDU, Schill-Partei und FDP war Salchow zunächst als Senator der Behörde für Umwelt und Gesundheit im Gespräch. Dieses Ressort ging dann jedoch an den Schill-Politiker Peter Rehaag. Im November 2001 übernahm er die Aufgabe des Staatsrates der Behörde für Wissenschaft und Forschung (zwischenzeitlich Behörde für Wissenschaft und Gesundheit). Von März bis August 2004 war er zugleich Staatsrat der Kulturbehörde. 2008 schied er als Wissenschaftsstaatsrat aus dem Amt.
Er erreichte die Gründung der Akademie der Wissenschaften in Hamburg, die 2006 die Arbeit aufnahm.